# Championnat d'Asie du Sud-Est de football 2012
Navigation
Édition précédente Édition suivante
L'AFF Suzuki Cup 2012 est une compétition internationale de football, la 9e édition du Championnat d'Asie du Sud-Est de football, championnat regroupant les équipes nationales de l'ASEAN (Association des Nations de l'Asie du Sud-Est), inauguré en 1996. Autrefois appelée Tiger Cup (Coupe du Tigre) lors des premières éditions, la Coupe a changé de nom depuis 2008 car elle est désormais sponsorisée par l'entreprise japonaise Suzuki.
Elle s'est déroulée du 24 novembre 2012 au 22 décembre 2012 en Malaisie et en Thaïlande pour la phase finale.

## Stades
| Bangkok                 | Bangkok                 | Kuala Lumpur               | Kuala Lumpur            |
| ----------------------- | ----------------------- | -------------------------- | ----------------------- |
| Stade Rajamangala       | Stade Suphachalasai     | Stade national Bukit Jalil | Stade Shah Alam         |
| Capacité: 49 749 places | Capacité: 20 023 places | Capacité: 100 200 places   | Capacité: 80 000 places |
|                         |                         |                            |                         |
| Manille                 | Singapour               |                            |                         |
| Stade Rizal Memorial    | Stade Jalan Besar       |                            |                         |
| Capacité: 12 873 places | Capacité: 8 000 places  |                            |                         |
|                         |                         |                            |                         |

## Tour préliminaire
Le tour préliminaire de qualification s'est déroulé du 5 au 13 octobre 2012 au Youth Training Centre de Yangon, capitale économique et plus grande ville de la Birmanie. Il a opposé les 5 nations les plus mal classées de l'ASEAN : la  Birmanie, le  Cambodge, le  Laos, le  Brunei et le  Timor oriental.
| Rang | Équipe         | Pts | J | G | N | P | Bp | Bc | Diff |  | Résultats (▼ dom., ► ext.) |     |     |     |     |     |
| ---- | -------------- | --- | - | - | - | - | -- | -- | ---- |  | -------------------------- | --- | --- | --- | --- | --- |
| 1    | Birmanie       | 10  | 4 | 3 | 1 | 0 | 6  | 1  | +5   |  | Birmanie                   |     |     |     | 1-0 | 3-0 |
| 2    | Laos           | 7   | 4 | 2 | 1 | 1 | 5  | 4  | +1   |  | Laos                       | 0-0 |     |     |     | 1-0 |
| 3    | Timor oriental | 6   | 4 | 2 | 0 | 2 | 10 | 6  | +4   |  | Timor oriental             | 1-2 | 3-1 |     |     |     |
| 4    | Brunei         | 6   | 4 | 2 | 0 | 2 | 6  | 7  | -1   |  | Brunei                     |     | 1-3 | 2-1 |     |     |
| 5    | Cambodge       | 0   | 4 | 0 | 0 | 4 | 3  | 12 | -9   |  | Cambodge                   |     |     | 1-5 | 2-3 |     |

## Phase finale
La phase finale regroupe 8 équipes. Les deux pays hôtes sont automatiquement qualifiés, ainsi que les 4 autres équipes les mieux classées dans les compétitions précédentes. Deux autres équipes sont qualifiées via le tour préliminaire.
La phase de groupe se déroule en Indonésie et au Viet Nam du 1er au 7 décembre pour le groupe A, du 2 au 8 décembre pour le groupe B. Les demi-finales et la finale sont jouées en match aller-retour à domicile et à l'extérieur. Les demi-finales auront lieu les 15 et 16 décembre pour les matchs aller, les 18 et 19 décembre pour les matchs retour. La finale aura lieu les 26 et 29 décembre.

### Participants
Les deux pays hôtes sont automatiquement qualifiés pour la phase finale
- Thaïlande
- Malaisie

Quatre autres pays sont qualifiés automatiquement pour la phase finale grâce à leurs résultats dans les compétitions précédentes
- Viêt Nam
- Philippines
- Singapour
- Indonésie

Deux pays se sont qualifiés via le tour préliminaire
- Birmanie
- Laos

### Phase de groupes

#### Groupe A
Les matchs ont lieu au stade Rajamangala et au stade Suphachalasai de Bangkok du 24 novembre au 30 novembre 2012.
| Rang | Équipe      | Pts | J | G | N | P | Bp | Bc | Diff |  | Résultats (▼ dom., ► ext.) |     |     |     |     |
| ---- | ----------- | --- | - | - | - | - | -- | -- | ---- |  | -------------------------- | --- | --- | --- | --- |
| 1    | Thaïlande   | 9   | 3 | 3 | 0 | 0 | 9  | 2  | +7   |  | Thaïlande                  |     | 2-1 | 3-1 |     |
| 2    | Philippines | 6   | 3 | 2 | 0 | 1 | 4  | 2  | +2   |  | Philippines                |     |     |     | 2-0 |
| 3    | Viêt Nam    | 1   | 3 | 0 | 1 | 2 | 2  | 5  | -3   |  | Viêt Nam                   |     | 0-1 |     | 1-1 |
| 4    | Birmanie    | 1   | 3 | 0 | 1 | 2 | 1  | 7  | -6   |  | Birmanie                   | 0-4 |     |     |     |

| 24 novembre 2012 | Viêt Nam         | 1 – 1 | Birmanie     | Stade Rajamangala, Bangkok  |                             |
| 17:30 UTC+7      | Le 34e           |       | 53e Kyi (sp) | Arbitrage : Andre El Haddad | Arbitrage : Andre El Haddad |
| 17:30 UTC+7      | Feuille de match |       |              | Arbitrage : Andre El Haddad | Arbitrage : Andre El Haddad |

| 24 novembre 2012 | Thaïlande                    | 2 – 1 | Philippines | Stade Rajamangala, Bangkok |                        |
| 20:20 UTC+7      | Pornsai 39e · Kitpongsri 41e |       | 77e Mulders | Arbitrage : Ryuji Sato     | Arbitrage : Ryuji Sato |
| 20:20 UTC+7      | Feuille de match             |       |             | Arbitrage : Ryuji Sato     | Arbitrage : Ryuji Sato |

| 27 novembre 2012 | Viêt Nam         | 0 – 1 | Philippines   | Stade Rajamangala, Bangkok |                     |
| 17:30 UTC+7      |                  |       | 86e Caligdong | Arbitrage : Ning Ma        | Arbitrage : Ning Ma |
| 17:30 UTC+7      | Feuille de match |       |               | Arbitrage : Ning Ma        | Arbitrage : Ning Ma |

| 27 novembre 2012 | Birmanie         | 0 – 4 | Thaïlande                                                 | Stade Rajamangala, Bangkok                  |                                             |
| 20:20 UTC+7      |                  |       | 20e Dangda · 59e Suntornpanavej · 82e Dangda · 89e Dangda | Arbitrage : Yaqoob Said Abdullah Abdul Baki | Arbitrage : Yaqoob Said Abdullah Abdul Baki |
| 20:20 UTC+7      | Feuille de match |       |                                                           | Arbitrage : Yaqoob Said Abdullah Abdul Baki | Arbitrage : Yaqoob Said Abdullah Abdul Baki |

| 30 novembre 2012 | Philippines                      | 2 – 0 | Birmanie | Stade Suphachalasai, Bangkok                |                                             |
| 20:20 UTC+7      | Younghusband 47e · Guirado 90+4e |       |          | Arbitrage : Yaqoob Said Abdullah Abdul Baki | Arbitrage : Yaqoob Said Abdullah Abdul Baki |
| 20:20 UTC+7      | Feuille de match                 |       |          | Arbitrage : Yaqoob Said Abdullah Abdul Baki | Arbitrage : Yaqoob Said Abdullah Abdul Baki |

| 30 novembre 2012 | Thaïlande                             | 3 – 1 | Viêt Nam   | Stade Rajamangala, Bangkok |                        |
| 20:20 UTC+7      | Keawsombut 21e 65e · Nguyen 82e (csc) |       | 72e Nguyen | Arbitrage : Ryuji Sato     | Arbitrage : Ryuji Sato |
| 20:20 UTC+7      | Feuille de match                      |       |            | Arbitrage : Ryuji Sato     | Arbitrage : Ryuji Sato |

#### Groupe B
Les matchs ont lieu au stade national Buki Jalil et au stade Shah Alam de Kuala Lumpur du 25 novembre au 1er décembre 2012.
| Rang | Équipe    | Pts | J | G | N | P | Bp | Bc | Diff |  | Résultats (▼ dom., ► ext.) |     |     |     |     |
| ---- | --------- | --- | - | - | - | - | -- | -- | ---- |  | -------------------------- | --- | --- | --- | --- |
| 1    | Singapour | 6   | 3 | 2 | 0 | 1 | 7  | 4  | +3   |  | Singapour                  |     |     |     | 4-3 |
| 2    | Malaisie  | 6   | 3 | 2 | 0 | 1 | 6  | 4  | +2   |  | Malaisie                   | 0-3 |     | 2-0 |     |
| 3    | Indonésie | 4   | 3 | 1 | 1 | 1 | 3  | 4  | -1   |  | Indonésie                  | 1-0 |     |     | 2-2 |
| 4    | Laos      | 1   | 3 | 0 | 1 | 2 | 6  | 10 | -4   |  | Laos                       |     | 1-4 |     |     |

| 25 novembre 2012 | Indonésie              | 2 – 2 | Laos                                  | Stade national Bukit Jalil, Kuala Lumpur |                        |
| 18:00 UTC+8      | Maitimo 43e · Mofu 80e |       | 30e Sayavutthi (sp) · 80e Liththideth | Arbitrage : Ng Kai Lam                   | Arbitrage : Ng Kai Lam |
| 18:00 UTC+8      | Feuille de match       |       |                                       | Arbitrage : Ng Kai Lam                   | Arbitrage : Ng Kai Lam |

| 25 novembre 2012 | Malaisie         | 0 – 3 | Singapour                 | Stade national Bukit Jalil, Kuala Lumpur |                                |
| 20:45 UTC+8      |                  |       | 32e 38e Ishak · 75e Đurić | Arbitrage : Valentin Kovalenko           | Arbitrage : Valentin Kovalenko |
| 20:45 UTC+8      | Feuille de match |       |                           | Arbitrage : Valentin Kovalenko           | Arbitrage : Valentin Kovalenko |

| 28 novembre 2012 | Indonésie        | 1 – 0 | Singapour | Stade national Bukit Jalil, Kuala Lumpur |                                         |
| 18:00 UTC+8      | Vermansyah 88e   |       |           | Arbitrage : Ali Hasan Ebrahim Abdulnabi  | Arbitrage : Ali Hasan Ebrahim Abdulnabi |
| 18:00 UTC+8      | Feuille de match |       |           | Arbitrage : Ali Hasan Ebrahim Abdulnabi  | Arbitrage : Ali Hasan Ebrahim Abdulnabi |

| 28 novembre 2012 | Laos             | 1 – 4 | Malaisie                                              | Stade national Bukit Jalil, Kuala Lumpur |                    |
| 20:45 UTC+8      | Sihavong 39e     |       | 16e Rahim · 67e Mohd Sali · 76e Wan Noor · 80e Zambri | Arbitrage : Qi Fan                       | Arbitrage : Qi Fan |
| 20:45 UTC+8      | Feuille de match |       |                                                       | Arbitrage : Qi Fan                       | Arbitrage : Qi Fan |

| 1er décembre 2012 | Singapour                                      | 4 – 3 | Laos                                                   | Stade Shah Alam, Kuala Lumpur |                        |
| 20:45 UTC+8       | Ishak 45+2e 53e · Amri 63e · Shahul Hameed 65e |       | 21e Sayavutthi · 40e Liththideth · 81e Sayavutthi (sp) | Arbitrage : Ng Kai Lam        | Arbitrage : Ng Kai Lam |
| 20:45 UTC+8       | Feuille de match                               |       |                                                        | Arbitrage : Ng Kai Lam        | Arbitrage : Ng Kai Lam |

| 1er décembre 2012 | Malaisie                   | 2 – 0 | Indonésie | Stade national Bukit Jalil, Kuala Lumpur |                                |
| 20:45 UTC+8       | Mohd Akil 27e · Jasuli 30e |       |           | Arbitrage : Valentin Kovalenko           | Arbitrage : Valentin Kovalenko |
| 20:45 UTC+8       | Feuille de match           |       |           | Arbitrage : Valentin Kovalenko           | Arbitrage : Valentin Kovalenko |

### Phase à élimination directe
|  | Demi-finales          | Demi-finales          | Demi-finales          | Demi-finales          |           |           | Finale                 | Finale                 | Finale                 | Finale                 |
|  |                       |                       |                       |                       |           |           |                        |                        |                        |                        |
|  | 8 et 12 décembre 2012 | 8 et 12 décembre 2012 | 8 et 12 décembre 2012 | 8 et 12 décembre 2012 |           |           | 19 et 22 décembre 2012 | 19 et 22 décembre 2012 | 19 et 22 décembre 2012 | 19 et 22 décembre 2012 |
|  | Philippines           | Philippines           | 0                     | 0                     |           |           | 19 et 22 décembre 2012 | 19 et 22 décembre 2012 | 19 et 22 décembre 2012 | 19 et 22 décembre 2012 |
|  | Philippines           | Philippines           | 0                     | 0                     |           |           | 19 et 22 décembre 2012 | 19 et 22 décembre 2012 | 19 et 22 décembre 2012 | 19 et 22 décembre 2012 |
|  | Singapour             | Singapour             | 0                     | 1                     |           |           | 19 et 22 décembre 2012 | 19 et 22 décembre 2012 | 19 et 22 décembre 2012 | 19 et 22 décembre 2012 |
|  | Singapour             | Singapour             | 0                     | 1                     | Singapour | Singapour | 3                      | 0                      |                        |                        |
|  | 9 et 13 décembre 2012 |                       |                       |                       | Singapour | Singapour | 3                      | 0                      |                        |                        |
|  |                       |                       | Thaïlande             | Thaïlande             | 1         | 1         |                        |                        |                        |                        |
|  | Malaisie              | Malaisie              | Thaïlande             | Thaïlande             | 1         | 1         | 1                      | 1                      |                        |                        |
|  | Malaisie              | Malaisie              |                       |                       |           |           |                        | 1                      |                        |                        |
|  | Thaïlande             | Thaïlande             | 0                     | 2                     |           |           |                        |                        |                        |                        |
|  | Thaïlande             | Thaïlande             | 0                     | 2                     |           |           |                        |                        |                        |                        |

#### Demi-finales
| 8 décembre 2012 | Philippines      | 0 – 0 | Singapour | Stade Rizal Memorial, Manille  |                                |
| 20:00 UTC+8     |                  |       |           | Arbitrage : Abdullah Al Hilali | Arbitrage : Abdullah Al Hilali |
| 20:00 UTC+8     | Feuille de match |       |           | Arbitrage : Abdullah Al Hilali | Arbitrage : Abdullah Al Hilali |

| 9 décembre 2012 | Malaisie         | 1 – 1 | Thaïlande  | Stade national Bukit Jalil, Kuala Lumpur |                          |
| 20:00 UTC+8     | Talaha 49e       |       | 79e Dangda | Arbitrage : Mohsen Torky                 | Arbitrage : Mohsen Torky |
| 20:00 UTC+8     | Feuille de match |       |            | Arbitrage : Mohsen Torky                 | Arbitrage : Mohsen Torky |

| 12 décembre 2012 | Singapour        | 1 – 0 | Philippines | Stade Jalan Besar, Singapour |                     |
| 20:00 UTC+8      | Amri 19e         |       |             | Arbitrage : Tan Hai          | Arbitrage : Tan Hai |
| 20:00 UTC+8      | Feuille de match |       |             | Arbitrage : Tan Hai          | Arbitrage : Tan Hai |

| 13 décembre 2012 | Thaïlande                  | 2 – 0 | Malaisie | Stade Suphachalasai, Bangkok |                        |
| 19:00 UTC+7      | Dangda 61e · Bunmathan 65e |       |          | Arbitrage : Min-Hu Lee       | Arbitrage : Min-Hu Lee |
| 19:00 UTC+7      | Feuille de match           |       |          | Arbitrage : Min-Hu Lee       | Arbitrage : Min-Hu Lee |

#### Finale
| 19 décembre 2012 | Singapour                                      | 3 – 1 | Thaïlande  | Stade Jalan Besar, Singapour |                          |
| 20:00 UTC+8      | Mustafić 10e (pen.) · Amri 62e · Khaizan 90+1e |       | 59e Lahsoh | Arbitrage : Masaaki Toma     | Arbitrage : Masaaki Toma |
| 20:00 UTC+8      | Feuille de match                               |       |            | Arbitrage : Masaaki Toma     | Arbitrage : Masaaki Toma |

| 22 décembre 2012 | Thaïlande        | 1 – 0 | Singapour | Stade Suphachalasai, Bangkok |                             |
| 19:00 UTC+7      | Keawsombut 45+1e |       |           | Arbitrage : Ravshan Irmatov  | Arbitrage : Ravshan Irmatov |
| 19:00 UTC+7      | Feuille de match |       |           | Arbitrage : Ravshan Irmatov  | Arbitrage : Ravshan Irmatov |

| Vainqueur de l'AFF Suzuki Cup 2012: Singapour Quatrième titre |

## Classement des buteurs
Sources
5 buts
- Teerasil Dangda

4 buts
- Shahril Ishak

3 buts
- Khampheng Sayavutthi
- Kiriati Keawsombut

2 buts
| - Khairul Amri - Keoviengphet Liththideth |

1 but
| - Azammudin Mohd Akil - Mahalli Bin Jasuli - Safiq Bin Rahim - Wan Zack Bin wan nor - Mohd Khyril Muhymeen - Mohd Safee - Norshahrul Talaha - Theerathon Bunmathan - Anucha Kitpongsri - Jakkraphan Pornsai - Apipu Suntornpanajev | - Emelio Caligdong - Angel Guirado - Paul Mulders - Phil Younghusband - Aleksandar Đurić - Fazrul Nawaz - Tan Tai Le - Van Quyet Nguyen | - Kyi Lin - Raphael Maitimo - Vendry Mofu - Andik Vermansyah - Khounta Sivongthong |

Buteur contre son camp
- Gia Tu Nguyen (pour le Viêt Nam)

## Sources et références
1. ↑  « Suzuki renew its title sponsorship of AFF Cup »(Archive.org • Wikiwix • Archive.is • Google • Que faire ?) (consulté le 20130317)
2. ↑  (en) Calendrier officiel de la phase finale
3. ↑  (en) « Live Match Updates », Asian Football Confederation (consulté le 19 décembre 2012)